# Abovyan (Ararat)
Abovyan (in armeno Աբովյան?), conosciuto anche come Agbash, Verin Agbash o Verkhniy Agbash è un comune di 1390 abitanti (2007) della provincia di Ararat.